# Asplenium confluens
Asplenium confluens är en svartbräkenväxtart som först beskrevs av Moore och E. J. Lowe, och fick sitt nu gällande namn av Lawal. Asplenium confluens ingår i släktet Asplenium och familjen Aspleniaceae. Inga underarter finns listade.